# Parigi dalla finestra
Parigi dalla finestra è un dipinto realizzato da Marc Chagall nel 1913.

## Descrizione
L'opera si pone tra i dipinti a metà tra il surrealismo e l'astrattismo, ma in cui si sentono forti gli echi del cubismo.
Il dipinto è attualmente conservato a New York presso il Solomon R. Guggenheim Museum.
La Parigi raffigurata, sulla quale domina la Torre Eiffel, è una città fantastica in cui trovano spazio figure umane che fluttuano nel cielo ed un treno capovolto.
Sulla destra in primo piano c'è un uomo bifronte, che simboleggia lo stesso pittore che guarda all'est il paese da cui viene ed all'ovest la nuova patria.
Accanto a lui un gatto dai lineamenti umani sta alla finestra.